# Hubertus Freyberg
Hubertus Freyberg  (eigtl. Hubertus Freiherr von Freyberg-Eisenberg-Allmendingen; * 13. März 1958 in Ehingen (Donau)) ist ein deutscher römisch-katholischer Priester, Philosoph, Spiritual des Tagungshauses Regina Pacis der Diözese Rottenburg-Stuttgart in Leutkirch im Allgäu, Radio- (Radio Horeb), Fernsehmoderator (EWTN) und ehemaliger stellvertretender Dekan des Dekanats Allgäu-Oberschwaben.

## Leben
Freyberg entstammt dem schwäbischen Adelsgeschlecht Freyberg-Eisenberg-Allmendingen. Er ist der jüngste Sohn von Ernst Otto Freiherr von Freyberg-Eisenberg-Allmendingen (1911–1991) und dessen Frau (seit 1948) Ellinor Elisabeth „Beate“ Hermine Pressentin genannt von Rautter (1921–1992), die zuvor mit dem gefallenen U-Boot-Kommandanten Walter Hans Albrecht Maria Freiherr von Freyberg-Eisenberg-Allmendingen (1915–1943) verheiratet war.
Aufgewachsen in Allmendingen ging er auf das Bischöfliche Gymnasialkonvikt Kolleg St. Josef in Ehingen (Donau) und absolvierte sein Abitur am Wirtschaftsgymnasium in Biberach an der Riß. Ab 1979 studierte er Betriebs- und Volkswirtschaften an der Albert-Ludwigs-Universität in Freiburg im Breisgau und an der Universität zu Köln, bevor er ins Kloster der augustinischen Kongregation der Brüder vom gemeinsamen Leben (CRVC) in Maria Bronnen bei Weilheim eintrat. Dort absolvierte er ein Philosophie- und Theologiestudium. Nach der Priesterweihe war er seelsorgerisch in Villingen-Schwenningen, Waldshut-Tiengen und Freiburg im Breisgau tätig. Nach seinem Austritt dort, folgte zunächst 2001 eine zweijährige Tätigkeit im Tagungshaus der Malteser bei Köln.
Seit 2003 leitet er das Bischöfliche Studienheim Regina Pacis in Leutkirch im Allgäu als Spiritual.

## Medien (Auszug)
- EWTN
  - Das Kirchenjahr, 2015[3][4]
  - Die 10 Gebote und die Beichte, 2017
- Live-Übertragung seiner Regina Pacis Exerzitien auf Radio Horeb, 2017[5]